# Tenguerek
Tenguerek (en rus: Тэнгэрэк) és un poble de la República de Buriàtia, a Rússia, segons el cens del 2010 tenia 124 habitants.